# Republikken Congos flag
Republikken Congos flag blev oprindelig taget i brug 20. november 1959, da landet opnåede uafhængighed fra Frankrig. Flaget består af tre diagonale striber i de traditionelle pan-afrikanske farver grønt, gult og rødt. Striberne går opover mod højre, og den gule stribe i midten er smallere end den grønne øverst og den røde nederst. Grønt symboliserer naturen, gult naturrigdommene og rødt symboliserer menneskenes blod.
I perioden 1970 – 1991, da landet gik under navnet Folkerepublikken Congo, blev det oprindelige nationalflag erstattet af et mere kommunistisk inspireret flag: Helrød flagdug med landets statsemblem i kantonen. Statsemblemet bestod af traditionelle elementer fra socialistisk emblematik: Korslagt hammer og hakke kombineret med kommunismens stjerne, det hele indrammet af palmegrene, et lokalt indslag. 4. juni 1991 blev det oprindelige flaget genindført.